# Județul Vrancea
Vrancea este un județ în regiunile istorice Moldova (la nord de râul Milcov) și Muntenia (la sud de râul Milcov) din România. Județul are o suprafață de 4.863 km², iar reședința este municipiul Focșani. Principalele cursuri de apă sunt: Siret (între Adjud și Nămoloasa), Șușița, Putna, Milcov, Râmnicu Sărat (de la Ciorăști până la vărsarea sa în Siret). Cele mai mari altitudini le dețin vârfurile Lăcăuț (1776 m) și Goru (1784 m). Județul Vrancea se învecinează la nord-est, cu județul Vaslui, la est cu județul Galați, la sud-est cu județul Brăila, la sud cu județul Buzău, la vest cu județul Covasna și la nord cu județul Bacău. Județul este cuprins între coordonatele geografice 45°23’ și 46°11’ latitudine nordică și 26°23’ și 27°32’ longitudine estică, fiind situat în partea de sud-est a țării, la curbura Carpaților Orientali.

## Etimologie
Nicolae Iorga și Simion Mehedinți considerau că denumirea Vrancea este de origine slavă - de la un cuvânt, însemnând gaură de butoi.

Numele ar putea fi legat și de cuvântul slav vrana însemnând corb, Vrancea fiind  cunoscută în vechime ca Țara Corbilor negri.
Unii credeau verosimilă etimologia „francea”-„vrancea” în româna veche „frânc”, „frâncu” însemnând „occidental”, „franc”.,și având în vedere vecinătatea zonei Vrancea cu zona populată în evul mediu de sași. Potrivit lui Bogdan Petriceicu Hasdeu, originea numelui "Vrancea" ar fi fost traco-dacică și ar proveni de la cuvântul "vrana", care se traduce ca "pădure" sau "munte", ori poate de la cuvântul sanscrit "vran" („munte”).

## Stema județului

Stema județului Vrancea

Stema județului este reprezentată de un scut roșu - albastru - gri, pe care se regăsesc, însoțite de soare și lună, simbolurile Moldovei și a Munteniei, capul de bour și, respectiv, acvila cu cruce de aur în cioc, care amintesc și de lupta pentru unificarea celor doua state românești, precum și un butoi și ciorchini de struguri, caracteristici pentru frumoasele podgorii și ponderea însemnată a viticulturii în județul Vrancea, iar în partea centrală a stemei, pe culoare galbenă, și pe text negru, se găsesc cuvintele Onoarea și patria.

## Geografie

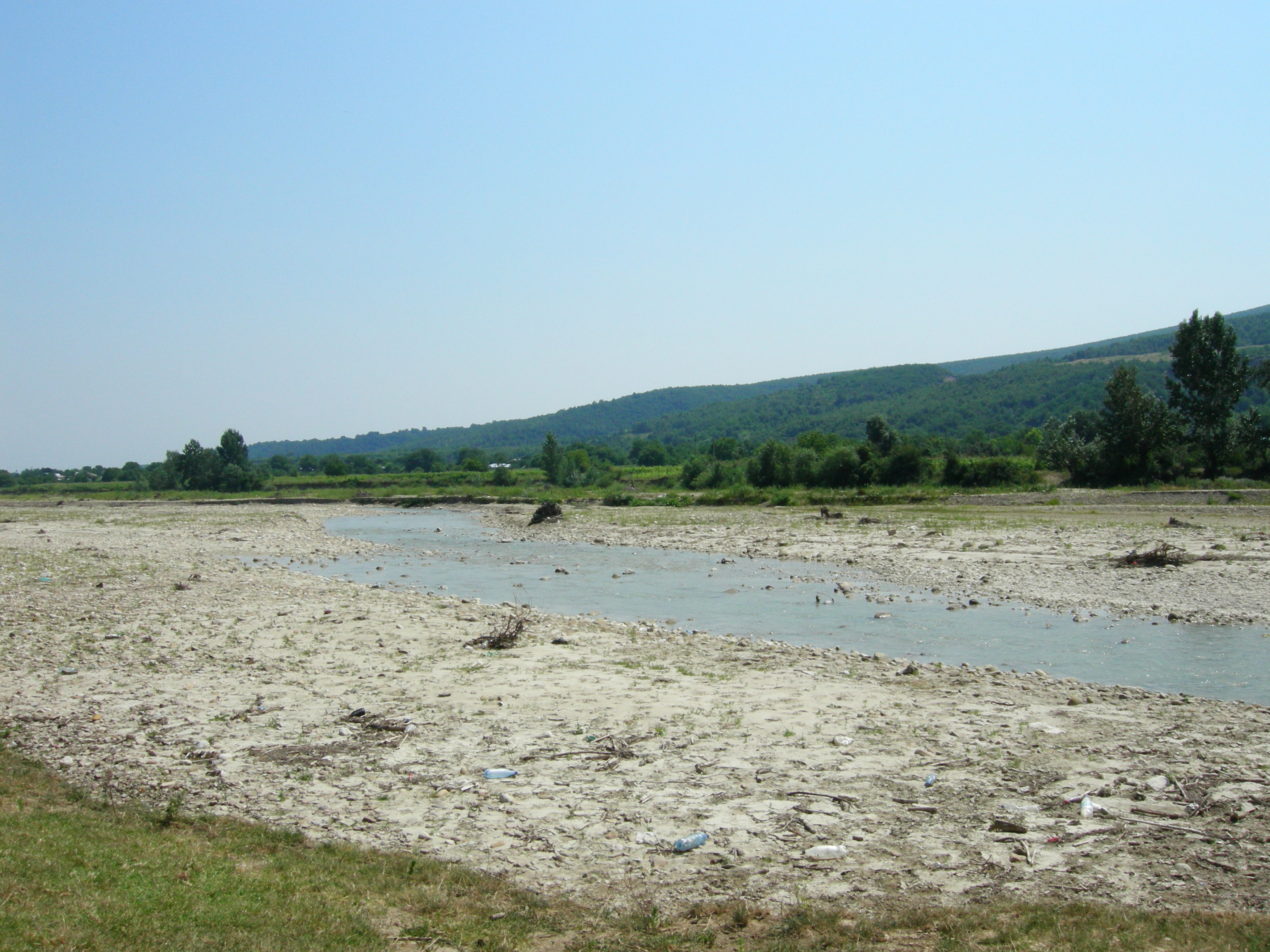
Dealuri de lângă râul Milcov, care desparte Moldova de Muntenia.

Dispus în trepte dinspre vest spre est, cuprinde Munții Vrancei (cu depresiunile intramontane Greșu și Lepșa), Dealurile Subcarpatice și Câmpia Siretului Inferior, mărginită la nord-est de Podișul Moldovei (Colinele Tutovei) și la sud–est de Câmpia Râmnicului.
Munții Vrancei sunt munți de încrețire, alcătuiți din culmi ce provin din fragmentarea platformei de eroziune de 1700 m (Goru - 1785, Lăcăuți – 1777, Giurgiu – 1720, Pietrosu – 1672, Zboina Frumoasă – 1657). Dealurile Subcarpatice, depresiunile colinare și dealurile de podiș cuprind dealurile înalte vestice (două șiruri între Valea Putnei și Valea Șușiței) depresiuni intradeluroase (transversal sau de-a lungul văilor Șușiței, Putnei și Milcovului, precum și la cumpăna apelor între bazinul Milcovului și Râmnei), dealurile înalte Măgura Odobeștilor – 966 m), glacisul subcarpatic, care face legătura între Dealurile Subcarpatice. Câmpia Siretului Inferior și Câmpia Râmnicului, se înclină spre est până la altitudinea de 20 m, la confluența Râmnicului Sărat cu Siretul.
Câmpia Siretului reprezintă treapta cea mai de jos de pe teritoriul județului și se întinde între glacisul subcarpatic și râul Siret, cu suprafața înclinată de la vest la est și altitudinea cuprinsă între 20 m și 125 m.
Câmpia înaltă situată între glacis și o linie ce trece pe la Mărășești, Vânători, Milcovul, Tătăranu, Râmniceni și la est de Ciorăști, are o altitudine de 70 m în nord și 35 m în sud. Ea are aspectul unei suprafețe netede, ușor învălurită
datorită prezenței unor conuri aluvionare între care câmpia formează depresiuni locale, cu exces de umiditate (bolta Voetin, Lacul Negru, aria de la est de Căiata) datorate adâncimii reduse la care se află stratul de apă.
La nord de Valea Șușiței, aspectul câmpiei reprezintă forma unei prisme în trepte ce coboară către Lunca Siretului, iar în apropierea Adjudului, la terasele Siretului se adaugă cele ale Trotușului.
Câmpia joasă se întinde pe linia Mărășești, Vânători, Tătăranu, Râmniceni și de la est de Ciorăști până la albia Siretului, altitudinea ei fiind de 35–50 m în partea de nord și de 20–30 m în cea de sud. Este caracterizată printr-o suprafață relativ netedă, înclinată în aceeași direcție de scurgere a Siretului și este traversată de numeroase albii, meandre și depresiuni cu exces de umiditate, separate între ele prin grinduri teșite.
Din punct de vedere geologic, zona județului Vrancea aparține platformei Moesice, alcătuită din două etaje structurale: unul inferior ce corespunde fundamentului cristalin și unul superior ce corespunde cuverturii sedimentare.
Șisturile cristaline, împreună cu o parte din învelișul lor sedimentar sunt străpunse de roci eruptive în cea mai mare parte acide (porfire) și de roci bazice. Fundamentul de șisturi cristaline este de vârstă mai veche decât Ordovicianul, probabil Precambrian.
Cuvertura sedimentară din Platforma Moesică începe cu Silurianul și se termină cu Cuaternarul.
Prin lacune cu caracter regional, sedimentele s-au separat în mai multe cicluri de sedimente după erele geologice în care s-au depus de la Ordovician - Carbonifer până la Cuaternar.
Partea bazală a Cuaternarului este reprezentată de pietrișuri, nisipuri și lentile argiloase, rezultat al depunerii materialului transportat de vastele conuri de dejecție din zona carpatică de curbură. Peste acestea este suprapus relieful caracteristic depozitelor fostelor albii respectiv pietrișuri și nisipuri cu grosimi cuprinse între 3 și 7 m în zona de câmpie. După migrarea albiilor, aceste sedimente au fost acoperite de depozite loessoide de natură deluvială-proluvială cu grosimi cuprinse între 2 și 8 m.
Rețeaua hidrografică a județului Vrancea măsoară 1756 km cursuri de apă codificate cu următoarele subbazine hidrografice principale:
1. Subbazinul Siret, 1.230 km²
2. Subbazinul Trotuș, 130 km²
3. Subbazinul Putna, 2.480 km²
4. Subbazinul Râmnicu Sărat, 673 km²

Total: 4.513 km²
Flora cuprinde aproximativ 1500 de specii de plante având ca origini fitogeografice ținuturi din Orientul Îndepărtat până la Oceanul Atlantic și din nordul Eurasiei până la bazinul mediteranean. Numeroase specii sunt considerate monumente ale naturii, fiind ocrotite de lege (floarea de colț, bulbucii de munte, papucul doamnei, etc).
Fauna cinegetică este bogată (cocoșul de munte, acvila țipătoare, corbul, cerbul, ursul, mistrețul, râsul la munte, popândăul la șes). În lacurile și râurile Vrancei găsim păstrăvul, molanul, boișteanul, mihalțul etc., cele 20 de fonduri de pescuit în apele de munte însumând aproximativ 250 km².
Există în Vrancea 16 rezervații naturale cu o suprafață de 2862 ha din care cele mai cunoscute sunt Cheile Tișitei, Cascada Putnei, Râpa Roșie, Lacul Negru, Cheile Narujei, Căldările Zăbalei, Focul Viu de la Andreiașu, Dălhăuți, Lunca Siretului.
Terenurile agricole ale județului Vrancea se întind pe fâșia cuprinsă între malul drept al Siretului și poalele dealurilor subcarpatice ale Munților Vrancei. Deși clima este corespunzătoare culturilor de câmp, mai propice este cultura viței de vie (9,95% din podgoriile României) și producția de vinuri, Vrancea fiind cel mai mare județ viti-vinicol al țării, exportator în Europa, America și Japonia.
Teritoriul județului este cea mai activă zonă seismică a României, cu cutremure anuale ale căror adâncimi focale sunt cuprinse între 80 și 160 km și, prin urmare, afectează regiuni largi.
Cutremurele cu epicentrul în Vrancea sunt cauzate de deplasările blocurilor de falie din apropiere. Au fost înregistrate cutremure devastatoare cu magnitudinea de la 7 la 8 pe scara Richter.
Cele mai mortale au fost cutremurul din Vrancea din 1977, care a ucis peste 1.500 de oameni în România și Bulgaria, și cutremurul din Vrancea din 1940, care a ucis peste 1.000 de oameni. Cel mai puternic a fost cutremurul din Vrancea din 1802, cu o intensitate estimată la 7,9 pe scara amplitudinii momentului, dar care a ucis doar 4 persoane. Alte cutremure notabile au fost cutremurul Vrancea din 1738, cutremurul Vrancea din 1838 și cutremurul Vrancea din 1986

## Istoric
Pentru prima dată denumirea Vrancea (Varancha) este atestată la 2 iulie 1431, într-un document descoperit de C.C. Giurescu și publicat în 1945 în „Revista Istorică Română” (p. 416), desemnând Țara împădurită sau Țara Neagră (apud Sava, Sava 2007: 149).

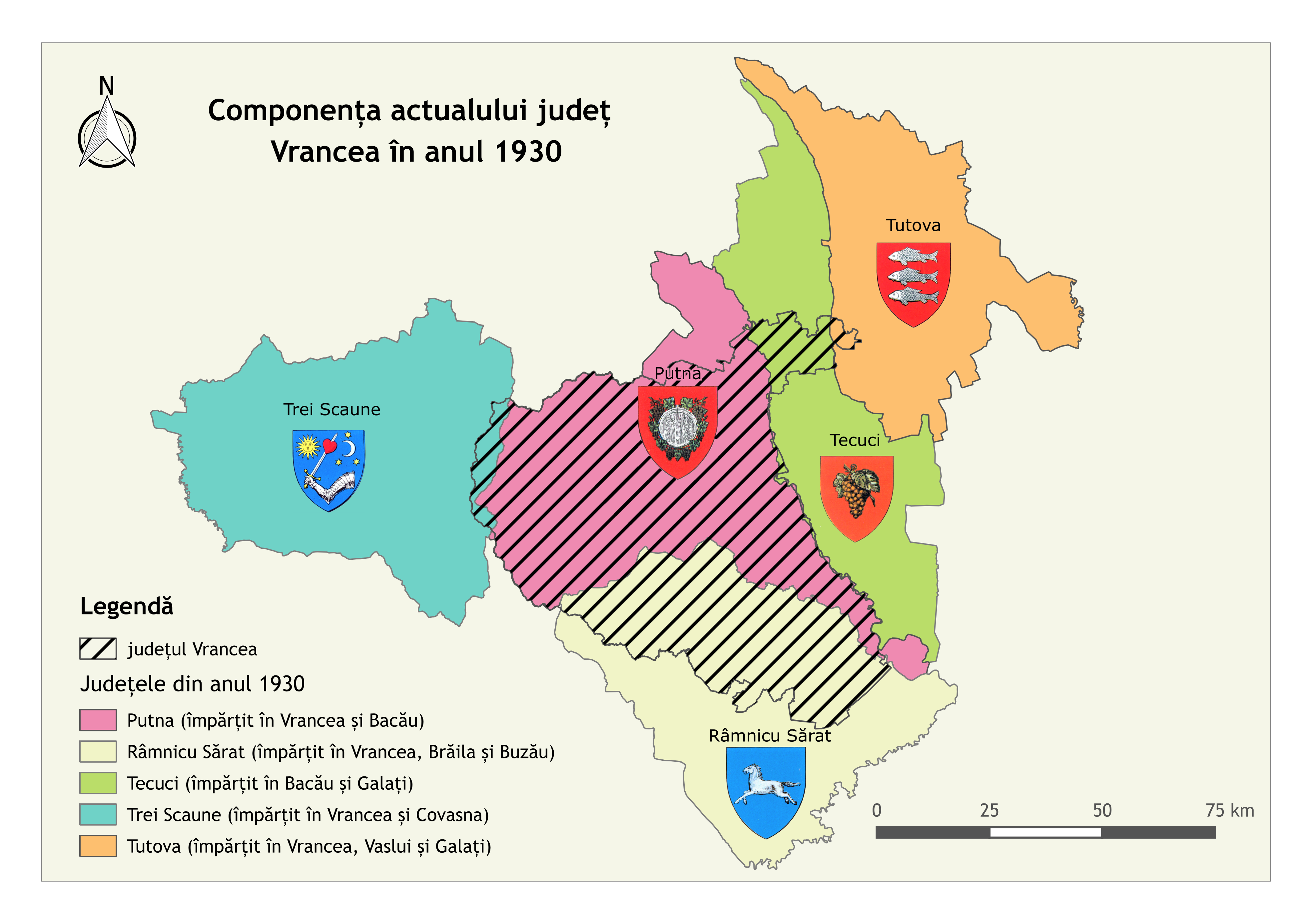
Componența actualului județ Vrancea în anul 1930

Din punct de vedere administrativ, reședința județului, Focșani, s-a format ca un singur oraș în urma Unirii Principatelor în 1859. Partea moldoveană fusese reședința ținutului moldovean Putna, iar cea sudică, a județului muntean Slam Râmnic. În 1864, orașul Focșani a fost unificat și a devenit reședința județului Putna. Teritoriul actual al județului Vrancea cuprinde cea mai mare parte a acelui județ Putna (excepție făcând comunele din nordul extrem, începând cu Sascut, care acum sunt în județul Bacău, precum și părți din județele Râmnicu-Sărat, Tecuci și Tutova.
Județul Vrancea a fost constituit în 1968, pe un teritoriu care la acea dată făcea parte din regiunile Bacău și Galați. La acea dată, cu ocazia organizării administrativ-teritoriale efectuate de regimul comunist, prin care s-a revenit la vechea împărțire pe județe, Vrancea și-a căpătat actualul nume, teritoriul său extinzându-se spre sud și sud-est prin încorporarea unei părți din fostul raion Râmnicu Sărat (se desființează regiunea Ploiești și apare județul Buzău) de la care au fost încorporate localitățile: Bălești, Chiojdeni, Ciorăști, Dumitrești, Jitia,  Sihlea,  Tâmboești, Slobozia Bradului și Vintileasca. Alte patru localități au fost alipite de la județul Bacău: Boghești, Corbița, Homocea și Tănăsoaia. De la raionul Brăila (fosta regiune Galați) s-au alipit comunele Măicănești și Râmniceni. Cu noua sa configurație se învecina cu județele: Vaslui la nord – est, Galați la est, Brăila la sud – est, Buzău la sud și sud – vest, Covasna la vest și Bacău la nord.
Județul Vrancea este atestat documentar pentru prima dată într-o scrisoare în limba latină din 2 iulie 1431 (document descoperit de istoricul Constantin C. Giurescu), în care voievodul Transilvaniei, Ladislau Apor, anunță pe judele Brașovului că Alexandru cel Bun a concentrat trupe spre Putna – versus Puttnam. Voievodul Apor a aflat știrea de la câțiva locuitori din Transilvania ce „au ieșit pe drumul Vrancei” („per viam Varancha”).
Istoricii și cercetătorii sunt de părere că acest cuvânt face parte din patrimoniul lexical traco-dac, VRAN însemnând pădure/munte. Poate acest lucru explică de ce în scrierile timpului, Vrancea mai era numită și „Pământul cu păduri bogate” sau „Pământul Negru”.
Vrancea poate fi considerată leagănul celui mai expresiv poem al etnogenezei românești, ”Miorița”. Una dintre cele câteva sute de variante ale baladei „Miorița”, regăsite în creația populară vrânceană, a fost culeasă pentru întâia oară de Alecu Russo la Soveja în 1846, trimisă lui Vasile Alecsandri și publicată în culegerea acestuia, „Poezii populare”. 
Vrancea este un pământ cu o istorie bogată. Actualul județ Vrancea cuprinde, în proporție de două treimi, fostul Ținut Putna (mai târziu județ), având ca nucleu de constituire Țara Vrancei, la care s-a adăugat, în 1968, o parte din fostul județ Râmnicu-Sărat. Vrancea istorică, localizată în partea de nord-vest a județului, a existat ca stat țărănesc autonom, stăpânind în comun un singur trup de moșie, înainte de întemeierea Țării Românești și a Moldovei. Ținutul Putnei a intrat oficial în hotarele Moldovei, cu autonomia amintită, la 10 martie 1482, când Ștefan cel Mare a stabilit granița cu Țara Românească pe râul Milcov, adăugându-i-se ulterior, trei regiuni: Vrancea istorică, regiunea de răsărit (Olteni) și Ținutul Adjudului.
La 24 aprilie 1574, la Jiliște, lângă Focșani, Ion Vodă cel Cumplit (1572 – 1574) a obținut o victorie strălucită împotriva oștilor turcești. Istoria consemnează în aceste locuri și alte evenimente memorabile: trecerea prin Ținutul Putnei și prin Focșani a lui Mihai Viteazul în 1600, în drumul său victorios pentru realizarea visului unirii într-un singur stat a Țării Românești, Moldovei și Transilvaniei.
Între anii 1714 și 1734, vrâncenii au luptat împotriva cotropirii de către maghiari a unor munți dăruiți lor de către marele Voievod, iar în primele două decenii ale secolului XIX au luptat pentru ieșirea din „boieresc”, Vrancea fiind făcută danie vistiernicului Iordache Russet Roznovanu de către domnitorul Constantin Ipsilanti. Între evenimentele de seamă petrecute pe teritoriul județului Vrancea, se menționează și luptele de la Mărtinești și Focșani din timpul războiului ruso-turc din 1789.
După înlăturarea monopolului turcesc asupra comerțului exterior al Țării Românești și activarea portului Galați, spre care se îndreptau produsele agricole și manufacturiere din zonă, regiunea cunoaște o revigorare economică.
În perioada contemporană, Focșanii au fost simbolul libertății și demnității românești, al Unirii dintre Moldova și Țara Românească de la 24 ianuarie 1859, prin care s-au pus bazele statului modern român. Focșanii au fost centrul primelor instituții ale noului stat unificat român: Comisia Centrală și Curtea de Apel. Un alt reper istoric este Casa memorială Ion Roată, țăran ales membru al Divanului ad-hoc, care a fost direct implicat în Unirea Principatelor Române.
Remarcabilă este și unitatea de voință și acțiune a tuturor vrâncenilor din Războiul de Independență din anii 1877 – 1878.
Primul Război Mondial e consemnat în istoria Vrancei cu litere de aur. Aici se desfășoară, din Zboina Neagră și până în Valea Siretului, la Doaga, Muncelu, Cireșoaia, Străoane, Panciu, Străjescu, luptele eroice din vara anului 1917, care au culminat cu marea bătălie de la Mărășești. În timpul Primului Război Mondial, în iulie-august 1917, Europa a repurtat primele victorii asupra Germaniei pe câmpurile de luptă de la Mărăști și Mărășești, în Vrancea. Aceste victorii au dus la desăvârșirea statului național unitar român la 1 decembrie 1918.
Vrancea este locul cu cele mai importante memoriale și mausolee ridicate în onoarea jertfei eroilor Primului Război Mondial: Mărăști, Mărășești, Soveja și Focșani. Ca semn de recunoaștere a sacrificiilor făcute de orașul Mărășești, în august 1917, guvernul francez i-a acordat, doi ani mai tarziu, Crucea de Război a Franței.
După Marea Unire, odată cu efervescența vieții culturale românești, determinată de noul stadiu de dezvoltare socio-economică în care pășise România Mare, Vrancea, prin oamenii săi de cultură și știință afirmați pe plan național și european, prin instituțiile sale de învățământ și de artă, s-a remarcat ca unul dintre centrele importante ale spiritualității românești.
Urmând cursul firesc al progresului societății omenești din ultima jumătate a secolului al XX-lea, prin dezvoltarea economică, prin extinderea urbanizării în principalele sale localități, prin dimensiunea și varietatea fenomenului cultural, județul Vrancea a căpătat trăsăturile unui spațiu românesc modern, în care noul și vechiul, prezentul și trecutul formează un tot armonios și expresiv.

## Diviziuni administrative
Județul este format din 73 unități administrativ-teritoriale: 2 municipii, 3 orașe și 68 de comune.
Lista de mai jos conține unitățile administrativ-teritoriale din județul Vrancea.
| Stemă              | Nume               | Tip de localitate            | Populație          | Imagine            |
| Municipii și orașe | Municipii și orașe | Municipii și orașe           | Municipii și orașe | Municipii și orașe |
| ------------------ | ------------------ | ---------------------------- | ------------------ | ------------------ |
|                    | Adjud              | municipiu                    | 16.045             |                    |
|                    | Focșani            | municipiu reședință de județ | 79.315             |                    |
|                    | Mărășești          | oraș                         | 10.671             |                    |
|                    | Odobești           | oraș                         | 9.364              |                    |
|                    | Panciu             | oraș                         | 7.664              |                    |
| Comune             |                    |                              |                    |                    |
|                    | Andreiașu de Jos   | comună                       | 1.655              |                    |
|                    | Biliești           | comună                       | 1.833              |                    |
|                    | Boghești           | comună                       | 1.680              |                    |
|                    | Bolotești          | comună                       | 4.231              |                    |
|                    | Bordești           | comună                       | 1.683              |                    |
|                    | Broșteni           | comună                       | 2.054              |                    |
|                    | Bârsești           | comună                       | 1.299              |                    |
|                    | Bălești            | comună                       | 1.941              |                    |
|                    | Chiojdeni          | comună                       | 2.322              |                    |
|                    | Ciorăști           | comună                       | 3.150              |                    |
|                    | Corbița            | comună                       | 1.793              |                    |
|                    | Cotești            | comună                       | 4.641              |                    |
|                    | Câmpineanca        | comună                       | 3.501              |                    |
|                    | Câmpuri            | comună                       | 3.475              |                    |
|                    | Cârligele          | comună                       | 3.116              |                    |
|                    | Dumbrăveni         | comună                       | 4.281              |                    |
|                    | Dumitrești         | comună                       | 4.602              |                    |
|                    | Fitionești         | comună                       | 2.286              |                    |
|                    | Garoafa            | comună                       | 4.037              |                    |
|                    | Golești            | comună                       | 4.115              |                    |
|                    | Gologanu           | comună                       | 3.040              |                    |
|                    | Gugești            | comună                       | 5.942              |                    |
|                    | Gura Caliței       | comună                       | 2.473              |                    |
|                    | Homocea            | comună                       | 6.625              |                    |
|                    | Jariștea           | comună                       | 4.204              |                    |
|                    | Jitia              | comună                       | 1.609              |                    |
|                    | Mera               | comună                       | 3.453              |                    |
|                    | Milcovul           | comună                       | 2.995              |                    |
|                    | Movilița           | comună                       | 3.183              |                    |
|                    | Măicănești         | comună                       | 4.612              |                    |
|                    | Negrilești         | comună                       | 1.816              |                    |
|                    | Nereju             | comună                       | 4.187              |                    |
|                    | Nistorești         | comună                       | 1.917              |                    |
|                    | Nănești            | comună                       | 2.055              |                    |
|                    | Năruja             | comună                       | 1.659              |                    |
|                    | Obrejița           | comună                       | 1.583              |                    |
|                    | Paltin             | comună                       | 1.861              |                    |
|                    | Ploscuțeni         | comună                       | 3.114              |                    |
|                    | Poiana Cristei     | comună                       | 2.650              |                    |
|                    | Popești            | comună                       | 2.753              |                    |
|                    | Pufești            | comună                       | 3.646              |                    |
|                    | Păulești           | comună                       | 1.834              |                    |
|                    | Păunești           | comună                       | 5.898              |                    |
|                    | Reghiu             | comună                       | 2.126              |                    |
|                    | Ruginești          | comună                       | 3.497              |                    |
|                    | Răcoasa            | comună                       | 3.162              |                    |
|                    | Răstoaca           | comună                       | 1.811              |                    |
|                    | Sihlea             | comună                       | 5.039              |                    |
|                    | Slobozia Bradului  | comună                       | 7.010              |                    |
|                    | Slobozia Ciorăști  | comună                       | 1.699              |                    |
|                    | Soveja             | comună                       | 2.159              |                    |
|                    | Spulber            | comună                       | 1.279              |                    |
|                    | Străoane           | comună                       | 3.235              |                    |
|                    | Suraia             | comună                       | 4.595              |                    |
|                    | Tulnici            | comună                       | 3.450              |                    |
|                    | Tâmboești          | comună                       | 2.887              |                    |
|                    | Tănăsoaia          | comună                       | 1.972              |                    |
|                    | Tătăranu           | comună                       | 3.952              |                    |
|                    | Urechești          | comună                       | 2.532              |                    |
|                    | Valea Sării        | comună                       | 1.608              |                    |
|                    | Vidra              | comună                       | 6.295              |                    |
|                    | Vintileasca        | comună                       | 1.981              |                    |
|                    | Vizantea-Livezi    | comună                       | 3.793              |                    |
|                    | Vrâncioaia         | comună                       | 2.576              |                    |
|                    | Vulturu            | comună                       | 6.277              |                    |
|                    | Vânători           | comună                       | 5.164              |                    |
|                    | Vârteșcoiu         | comună                       | 3.151              |                    |
|                    | Țifești            | comună                       | 5.197              |                    |

## Comune
Județul Vrancea este alcătuit din 68 de comune, aranjate în ordine alfabetică. Lista comunelor din județ este următorul:
- Andreiașu de Jos
- Bălești
- Bârsești
- Biliești
- Boghești
- Bolotești
- Bordești
- Broșteni
- Câmpineanca
- Câmpuri
- Cârligele
- Chiojdeni
- Ciorăști
- Corbița
- Cotești
- Dumbrăveni
- Dumitrești
- Fitionești
- Garoafa
- Golești
- Gologanu
- Gugești
- Gura Caliței
- Homocea
- Jariștea
- Jitia
- Măicănești
- Mera
- Milcovul
- Movilița
- Nănești
- Năruja
- Negrilești
- Nereju
- Nistorești
- Obrejița
- Paltin
- Păulești
- Păunești
- Ploscuțeni
- Poiana Cristei
- Popești
- Pufești
- Răcoasa
- Răstoaca
- Reghiu
- Ruginești
- Sihlea
- Slobozia Bradului
- Slobozia Ciorăști
- Soveja
- Spulber
- Străoane
- Suraia
- Tâmboești
- Tănăsoaia
- Tătăranu
- Tulnici
- Țifești
- Urechești
- Valea Sării
- Vânători
- Vârteșcoiu
- Vidra
- Vintileasca
- Vizantea-Livezi
- Vrâncioaia
- Vulturu

## Politică și administrație

### 2024–prezent

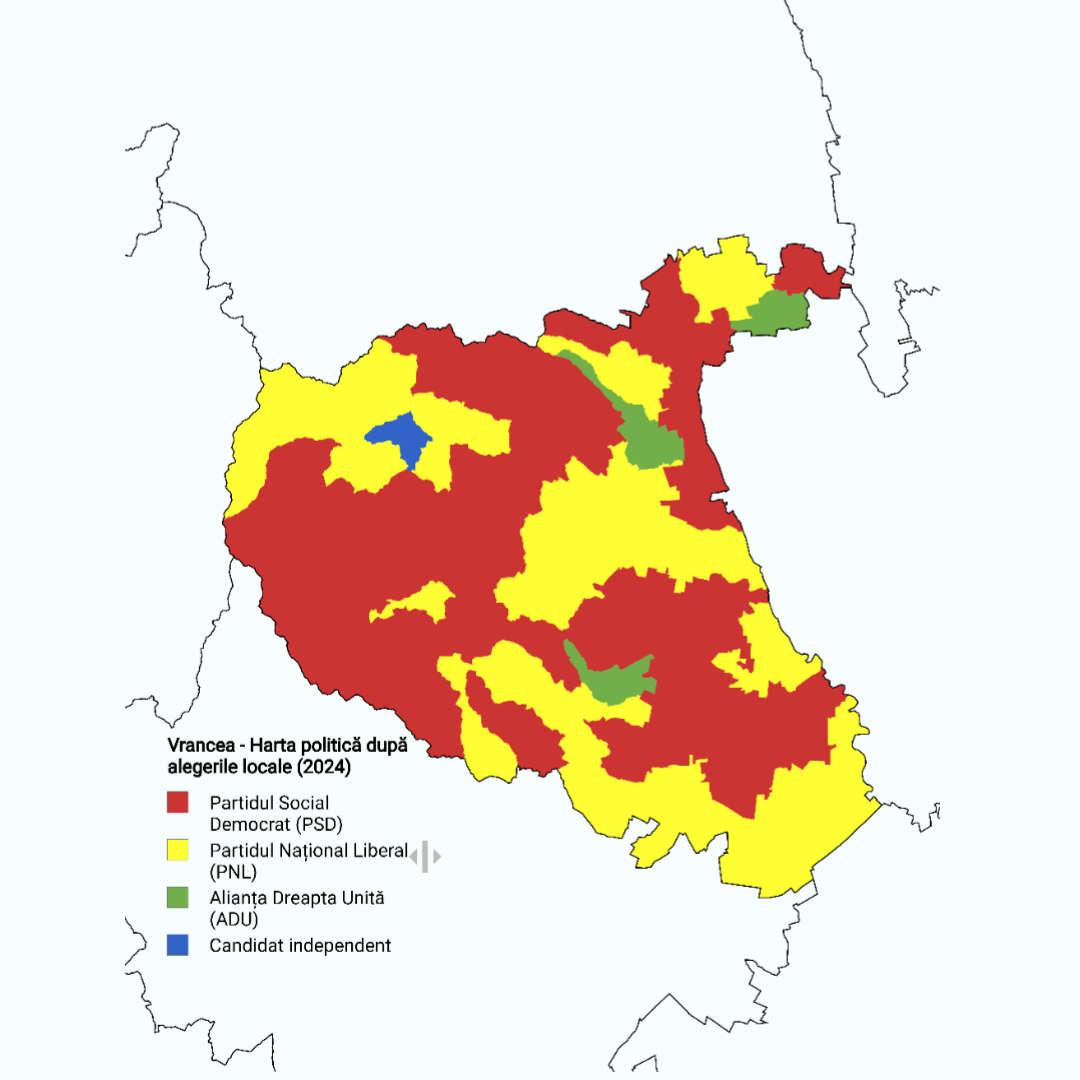
Culoarea politică a primarilor din județul Vrancea după ce au avut loc alegerile locale din 2024

Județul Vrancea este administrat de un consiliu județean format din 32 consilieri. În urma alegerilor locale din 2024, consiliul este prezidat de Nicușor Halici de la PSD iar componența politică a consiliului este următoarea:
|  | Partid                          | Consilieri | Componența Consiliului | Componența Consiliului | Componența Consiliului | Componența Consiliului | Componența Consiliului | Componența Consiliului | Componența Consiliului | Componența Consiliului | Componența Consiliului | Componența Consiliului | Componența Consiliului | Componența Consiliului | Componența Consiliului |
|  | ------------------------------- | ---------- | ---------------------- | ---------------------- | ---------------------- | ---------------------- | ---------------------- | ---------------------- | ---------------------- | ---------------------- | ---------------------- | ---------------------- | ---------------------- | ---------------------- | ---------------------- |
|  | Partidul Național Liberal       | 13         |                        |                        |                        |                        |                        |                        |                        |                        |                        |                        |                        |                        |                        |
|  | Partidul Social Democrat        | 13         |                        |                        |                        |                        |                        |                        |                        |                        |                        |                        |                        |                        |                        |
|  | Alianța pentru Unirea Românilor | 3          |                        |                        |                        |                        |                        |                        |                        |                        |                        |                        |                        |                        |                        |
|  | Alianța Dreapta Unită           | 3          |                        |                        |                        |                        |                        |                        |                        |                        |                        |                        |                        |                        |                        |

## Populație
Componența etnică a Județului Vrancea
     Români (92,2%)
     Romi (1,8%)
     Necunoscută (5,7%)
     Altă etnie (0,3%)
Aceasta este populația județului Vrancea, înregistrată la diferite recensăminte, de-a lungul timpului: 
- 1930: 262.560 locuitori;
- 1948: 290.183 locuitori;
- 1956: 326.532 locuitori;
- 1966: 351.292 locuitori;
- 1972: 379.660 locuitori;
- 2011: 340.310 locuitori;
- 2021: 335.312 locuitori;

## Economie

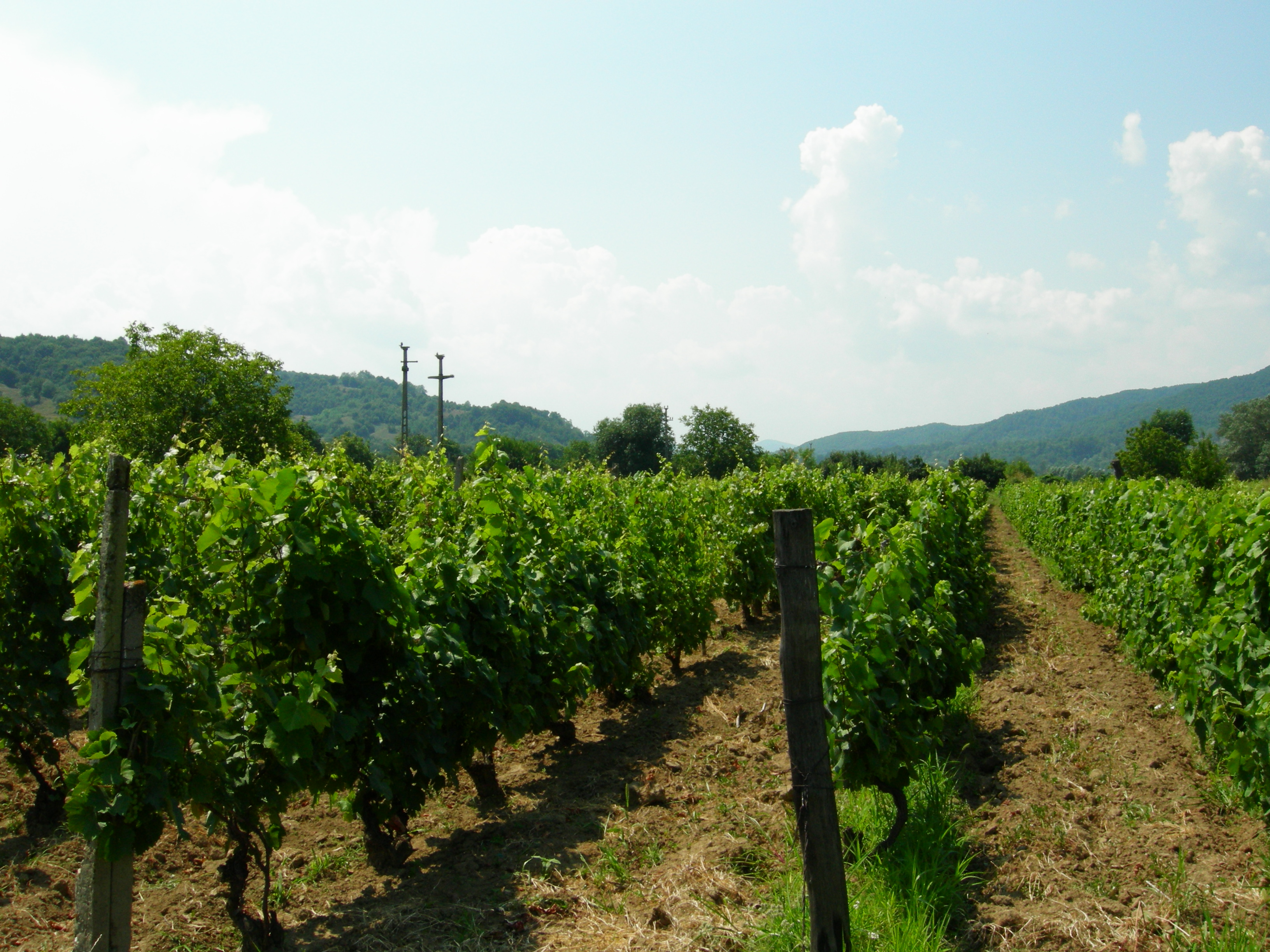
Podgorie lângă Focșani, reședința județului Vrancea.

Economia județului este una bine diversificată, și este bazată pe condițiile specifice dar și pe resursele naturale și de mediu existente în județ. Economia județului Vrancea este caracterizată de varietatea resurselor locale existente care pot fi atrase în activitățile economice și de tradiția în prelucrarea acestora.
Județul este renumit pentru vinurile sale, fiind și cel mai mare producător din România. Peste 11% din suprafața județului este acoperită cu viță de vie. Cele mai cunoscute zone viticole ale județului sunt:
- Panciu - 8.100 ha
- Odobești - 7.000 ha
- Cotești

În județ, principalele industrii sunt cele de alimente și băuturi, textile, fabricarea hârtiei și a mobilierului, piese și componente mecanice și producția de vase de gătit și de copt.
Agricultura județului este reprezentată de cultivarea cerealelor, plantelor leguminoase și a plantelor producătoare de semințe oleaginoase, cultivarea strugurilor, creșterea porcinelor și a păsărilor și exploatarea forestieră
Viticultura și vinificația sunt sectoare economice principale, județul Vrancea fiind parte din regiunea viticolă a Moldovei, și este reprezentată de trei podgorii: Cotești, Odobești și Panciu. Viticultura este o activitate economică tradițională pentru județul Vrancea, care beneficiază și de condiții naturale favorabile. Vrancea, ca județ vitivinicol, ocupă la nivel național primul loc în funcție de suprafața viticolă și după producția de struguri și vin. 
În centrele viticole din județul Vrancea există areale de producere a vinurilor albe și roșii de consum curent din soiurile Fetească Regală, Aligote, Băbească Neagră. Vinurile de calitate superioară se obțin din soiurile: Fetească Albă, Riesling Italian, Muscat Ottonel, Cabernet Sauvignon, Fetească Neagră și Merlot.
Serviciile din județul Vrancea sunt comerțul cu autoturisme și autovehicule ușoare, comerț cu ridicata a produselor lactate, a ouălor, uleiurilor, grăsimilor comestibile și a băuturilor, iar pe partea de construcții, județul este reprezentat de lucrări de construcții asupra clădirilor rezidențiale și nerezidențiale dar și de diferite lucrări de tâmplărie sau de dulgherie.

## Transporturi

Starea autostrăzilor și a drumurilor expres din România (2024)

Județul este traversat de drumul european E85 (drumul național DN2 care face legătura rutieră cu Bacău, Roman și Suceava (spre nord) și cu Buzău, București și Giurgiu (spre sud), și de A7 (Autostrada Moldovei) care face legătura rutieră cu Ploiești, Buzău, Focșani, Bacău, Pașcani, Suceava, Siret.  De asemenea, județul este traversat de magistrala feroviară CFR 500 (București-Suceava).

## Cultură

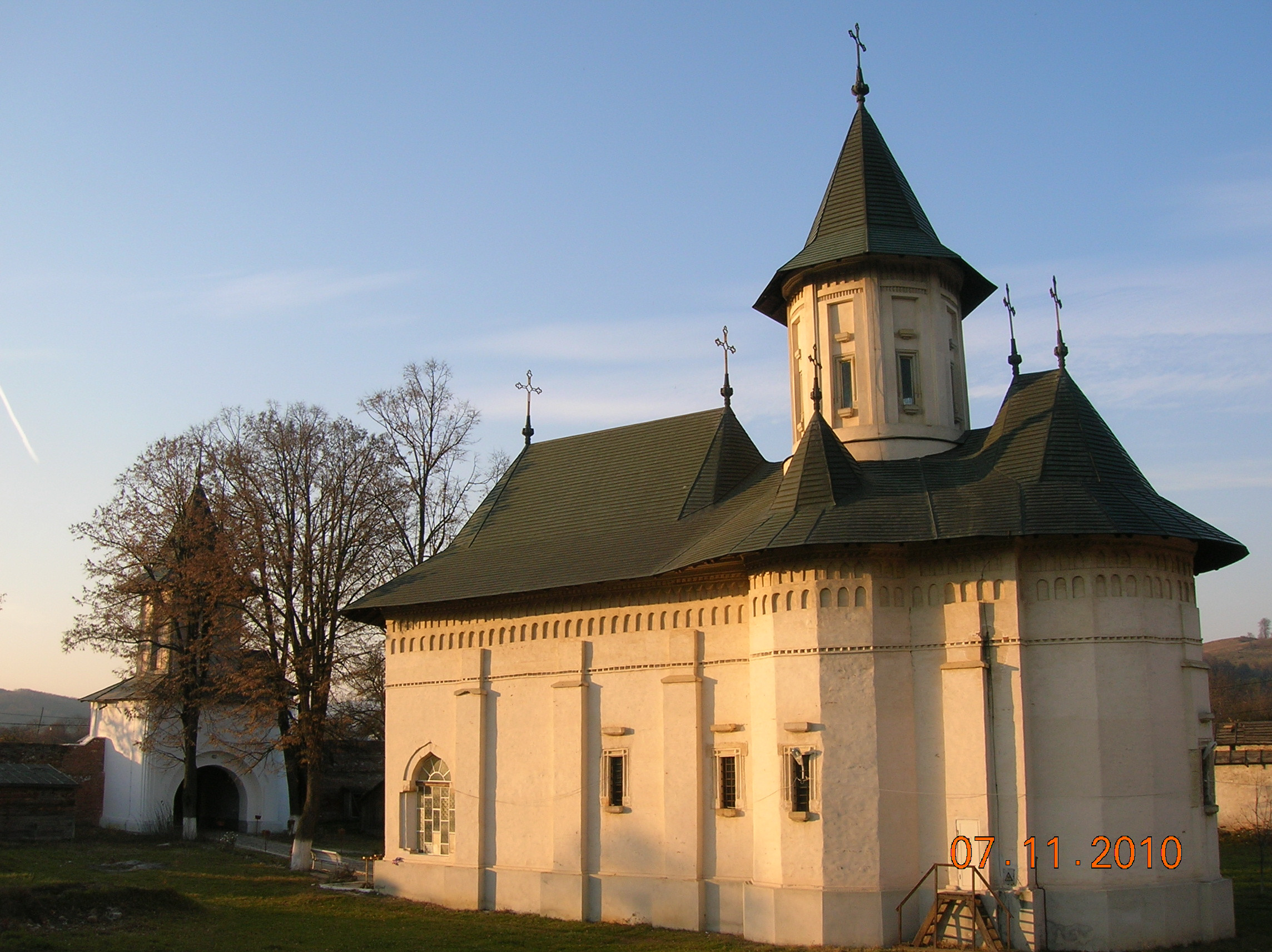
Mănăstirea Mera, Mera

Vrancea posedă o varietate uriașă de meșteșuguri populare tradiționale precum: oieritul, cașul afumat, cioplitul lemnului, confecționarea de instrumente populare, ca fluierul sau buciumul, portul popular vrâncean și altele.
Cele mai cunoscute tradiții din Vrancea sunt:
- Măștile tradiționale - practicate de cele mai multe ori, în zonele muntoase ale Vrancei, la Năruja, Nereju sau Vintileasca
- Confecționarea diferitelor instrumente populare (fluier, caval, trișcă, cimpoi, bucium, ocarină), la Nistorești, Nereju și Spulber
- Prelucrarea răchitei sau papurei la Suraia
- Confecționarea de păpuși cu caș la Negrilești.

Costumul popular autentic vrâncean, sobru sau viu colorat, în funcție de vârstă, ornamentat discret, dar de efect, purtat cu mândrie și eleganță de localnici, ilustrează convingător continuitatea și unitatea cultural-etnografică.

## Turism

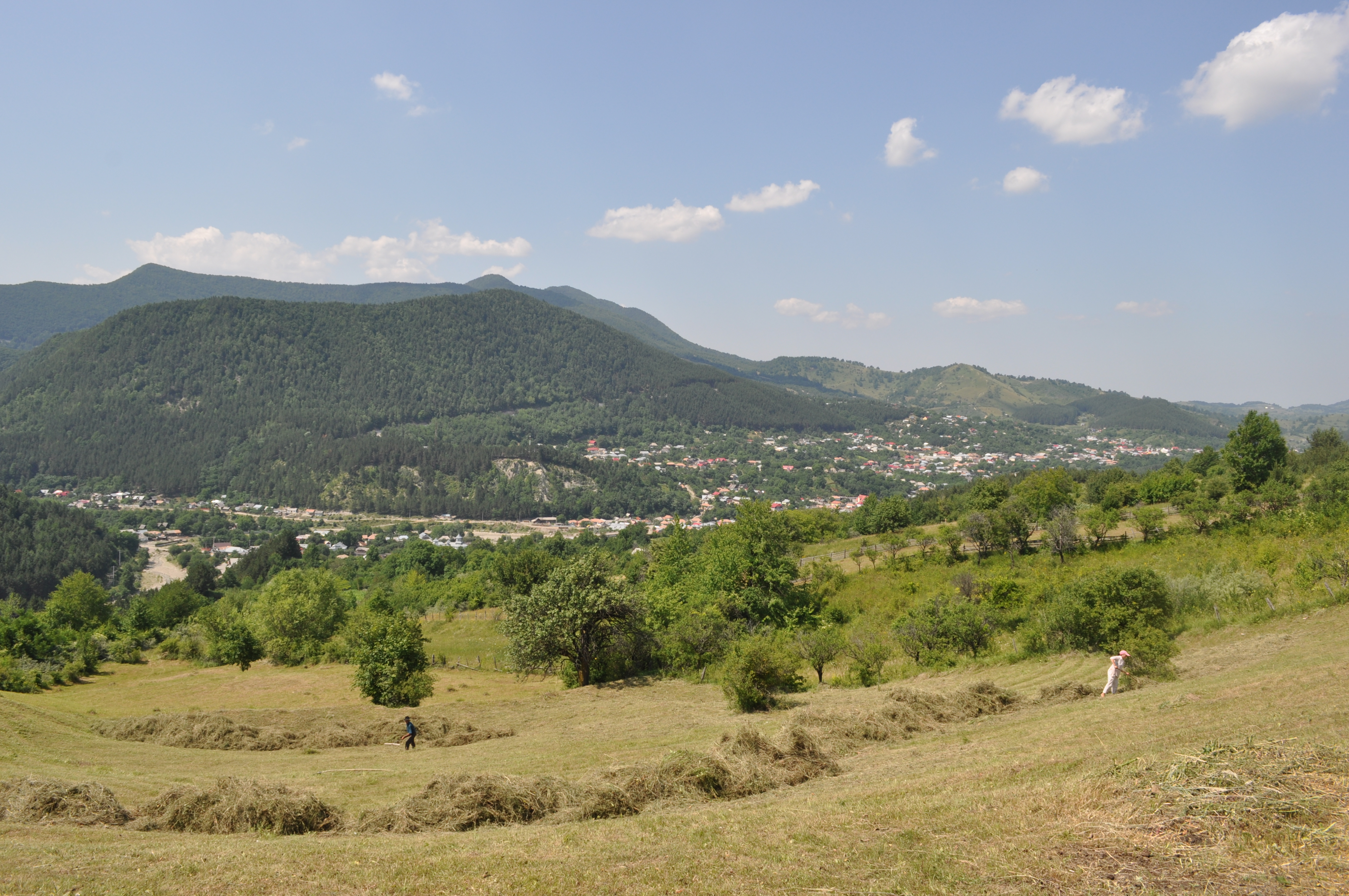
Parcul Natural Putna - Vrancea, Tulnici

Vrancea are un peisaj pitoresc, în care sunt ocrotite monumente ale naturii de o frumusețe aparte: Parcul Natural Putna - Vrancea, Cascada Putnei, Cheile Tișiței, Focul Viu de la Andreiașu de Jos, Căldările Zăbalei, Cascada Mișina de la Nistorești, Lacul Negru din Cheile Nărujei, Groapa cu Pini de la Tulnici, Muntele Goru. 
Mausoleele de la Mărăști, Mărășești și Soveja, sau Casa memorială ”Moș Ion Roată” din Câmpuri, Casa Tudorei Vrâncioaia de la Bârsești, vorbesc despre istoria și legendele acestui ținut.
Vrancea pastorală este și în prezent deținătoarea meșteșugurilor populare tradiționale, ce pot reprezenta un alt punct durabil al dezvoltării în județ.
- Oieritul, cașul afumat, cioplitul lemnului (mica dogărie, tiparele și păpușarele de caș, troițele, obiectele gospodărești), olăritul, țesutul pânzei, stofei, ștergarelor și confecționarea (cusutul, brodatul), portului popular vrâncenesc,
- Confecționare de instrumente populare (fluier, caval, trișcă, cimpoi, bucium, ocarină) din Nereju, Nistorești, Spulber și a autenticelor măști tradiționale din Nereju, Năruja, Vintileasca
- Prelucrarea artistică a răchitei și papurei la Suraia
- Confecționarea păpușilor din caș la Negrilești

### Patrimoniu cultural valoros: mausoleele eroilor și vechile biserici din lemn
Județul Vrancea se remarcă printr-o serie de clădiri de patrimoniu, monumente, muzee și vestigii.
Primul Război Mondial reprezintă o etapă importantă în istoria Vrancei, întrucât aici s-au desfășurat luptele eroice din vara anului 1917, dovadă fiind impresionantele Mausoleele  de la Mărăști, Mărășești, Soveja și Focșani, de pe Drumul de Glorie al Armatei Române în Primul Război Mondial.
Casa memorială Alexandru Vlahuță din satul Dragosloveni, comuna Dumbrăveni și Casa memorială Moș Ion Roată de la Câmpuri constituie o bogată zestre literară, etnografică și muzicală, și constituie importante atracții turistice ale județului.
Un element distinctiv pentru județul Vrancea sunt bisericile din lemn, printre puținele valori originale din Țara Vrancei. În prezent, în Vrancea există 40 de biserici de lemn, dintre care 18 au fost trecute pe lista Monumentelor Istorice, iar 21 dintre ele sunt înregistrate la Institutul Român de Istorie Culturală. Lăcașele vechi de sute de ani ascund comori ale artei românești post brâncovenești: pereți interiori sculptați, pridvoare deschise, clopotnițe deschise în partea superioară.

### Așezări monahale din județul Vrancea

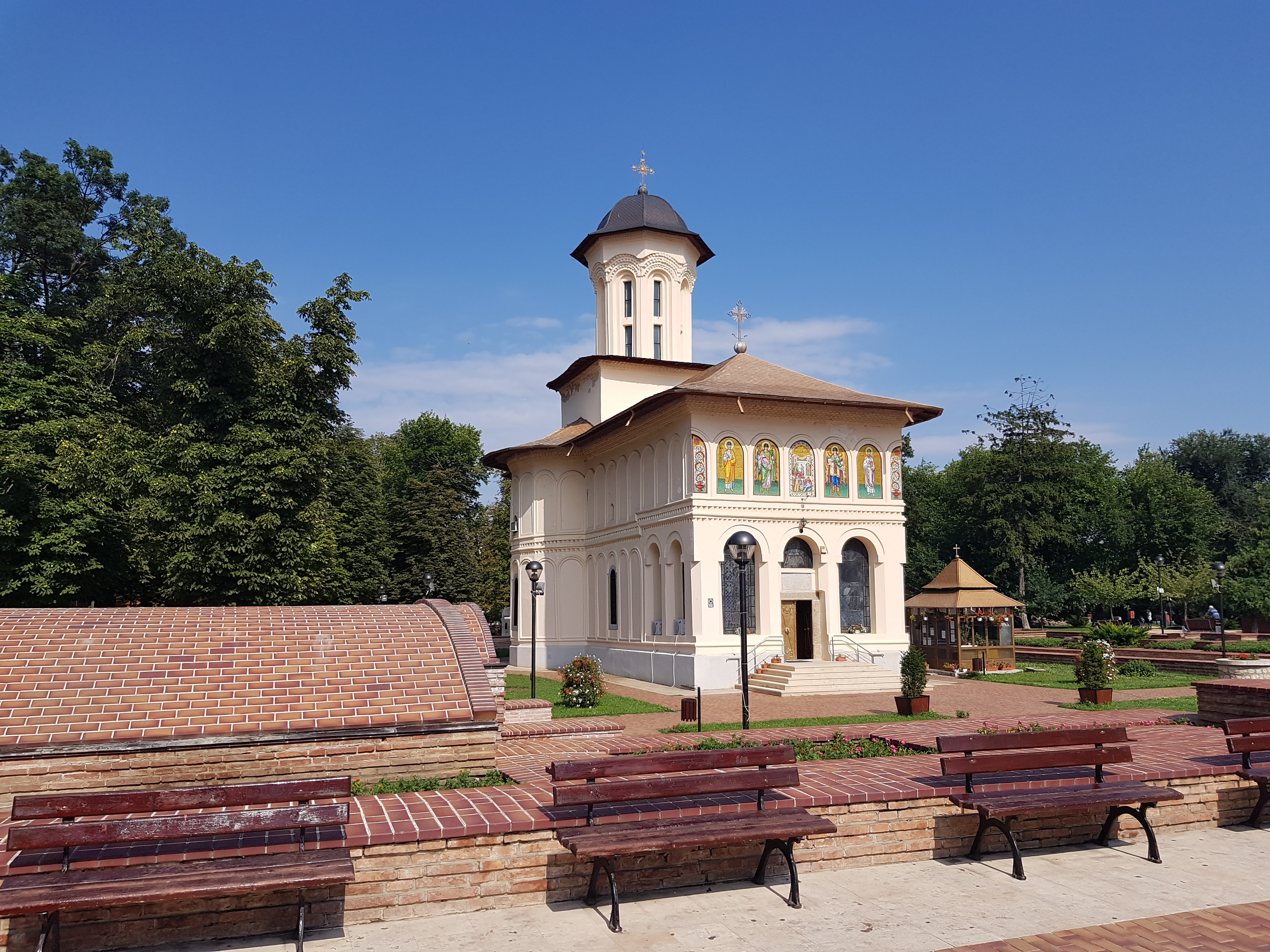
Biserica "Nașterea Sf. Ioan Botezătorul", Focșani

Cele mai importante așezări monahale din județ sunt:
1. Mănăstirea Rogozu din comuna Slobozia Bradului, monument istoric, și datează de la începutul sec. XIX;
2. Mănăstirea Recea din satul Cândești, comuna Dumbrăveni, monument istoric, cod LMI VNII-m-B-06501, și datează din anii 1802-1804;
3. Mănăstirea Vărzărești din satul Palanca, comuna  Urechești, monument istoric și datează din anii 1644-1890;
4. Mănăstirea Cotești, din comuna cu același nume, este monument istoric cu codul (LMI VN-II-a-A-06504), și datează din anul 1720;
5. Mănăstirea Dălhăuți din comuna Cârligele, este monument istoric, și datează de la sfârșitul secolului al XIX-lea.
6. Biserica fostei Mănăstiri Mera, din comuna Mera, este monument istoric și datează din anul 1685.

### Drumul de glorie al Armatei Române din 1917

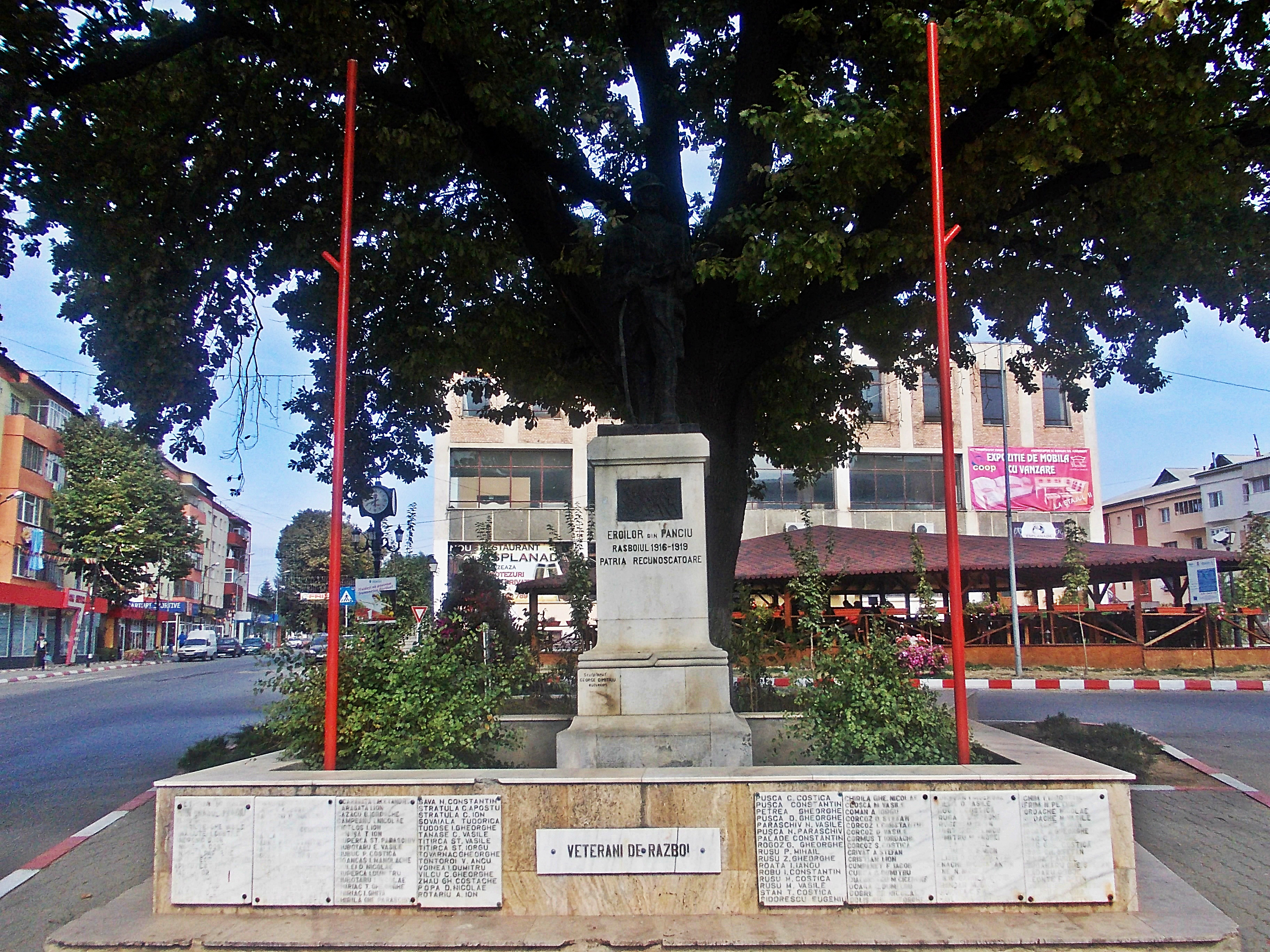
Monumentul eroilor din Primul Război Mondial, Panciu

Cele mai importante monumente istorice sunt: Mausoleul Eroilor de la Focșani, care datează din anul 1926, Statuia Victoriei de la Tișița, care datează din anul 1934, cel mai cunoscut mausoleu al eroilor din România, cel de la Mărășești care datează din anii 1923-1924, 1936-1938, și mausoleele eroilor din comunele Răcoasa (satul Mărăști) și Soveja), care datează din anii 1928, respectiv 1929.

### Biserici din lemn
- Biserici din podgorie

1. Biserica de lemn Adormirea Maicii Domnului sat Mănăstioara, com Fitionești, monument istoric, cod LMI VN-II-m-A-06517, datare secol XVIII;
2. Biserica de lemn Sf Ioan Botezătorul sat Chițcani, com. Movilița, monument istoric, cod LMI VN-II-m-A-06503, datare secol XVII;
3. Biserica de lemn Sf Nicolae com. Străoane, monument istoric, cod LMI VN-II-m-A-06559, datare secol XVII.

### Biserici din Vrancea arhaică
1. Biserica de lemn Sf Nicolae sat Prisaca, com. Valea Sării, monument istoric, cod LMIVN-II-m-A-06554, datare secol XVIII;
2. Biserica de lemn Cuvioasa Paraschiva, com.Valea Sării, monument istoric, cod LMIVN-II-m-A-06563, datare secol 1772-1773;
3. Biserica de lemn Sf Nicolae, com. Nistorești, monument istoric, cod LMI VN-II-m-B-06524, datare secol XVIII;
4. Schitul Valea Neagră, sat Valea Neagră, com Nistorești, monument istoric cod LMIVN-II-a-A-06562, datare 1755-1757;
5. Biserica de lemn Sf Nicolae, com Vrâncioaia, monument istoric, cod LMI VN-II-m-A-06571, datare 1783.

### Biserici din Vrancea de Nord
1. Biserica de lemn Cuvioasa Paraschiva, com Ruginești, monument istoric, cod LMIVN-II-m-A-06556, datare sec XVII;
2. Biserica de lemn Sf Nicolae, sat Anghelești, com Ruginești, monument istoric, cod LMI VN-II-m-B-06495, datare 1757-1758;
3. Biserica de lemn Adormirea Maicii Domnului, sat Lărgășeni, comuna Corbița, monument istoric cod LMI VN-II-m-A-06513, datare 1760.

### Obiective culturale cu potențial turistic
1. Casa memorială Alexandru Vlahuță, sat Dragosloveni, com. Dumbrăveni, monument istoric, cod LMI VN-IV-m-B-06618, datare sec. XIX;
2. Casa memorială Moș Ion Roată, sat Gura Văii, com. Câmpuri, monument istoric, cod LMI VN-IV-m-B-06624, datare sec XIX.

## Personalități născute aici

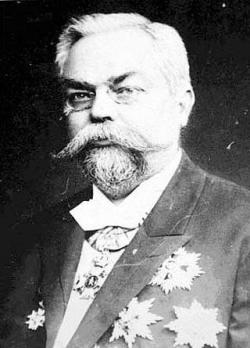
Anghel Saligny

- Nicolae Teodorescu (1786-1880), pictor de biserici și muralist
- Cilibi Moise (n. 1812 - d. 31 decembrie 1870, București), povestitor evreu, umorist și autor de pilde si aforisme în limba română
- Gheorghe Tattarescu (1820-1894), pictor, pionier al neoclasicismului în pictura românească.
- Costache Bălănescu (1830-1888), actor de teatru și traducător
- Gheorghe Apostoleanu (1832-1895) magistrat, om politic, prim președinte al Curții de Apel din Focșani, fost profesor de economie politică și drept penal la Universitatea din Iași.
- Solomon Schechter (1847-1915), rabin, unul din fondatorii iudaismului conservator în SUA
- Dumitru C. Ollănescu-Ascanio (1849-1908), scriitor român
- Ion Mincu (1852-1912) a fost un arhitect, inginer, profesor și deputat
- Anghel Saligny (1854-1925), academician, inginer constructor, ministru și pedagog
- Ștefan Gh. Longinescu (1865-1931), jurist român, membru corespondent al Academiei Române
- Gheorghe Bogdan-Duică (1866-1934) a fost un istoric literar român, elev al Colegiului Național „Unirea”
- Gheorghe Gh. Longinescu (1869-1939), chimist și profesor român, membru de onoare al Academiei Române
- Petre Liciu (1871–1912), actor
- Marin Simionescu-Râmniceanu (1883 - 1964), scriitor, critic și istoric literar
- Oscar Sager (1894-1981) neurolog, de origine evreu
- Nutzi Acontz (1894-1957), pictoriță
- Mitty Goldin (1895-1956), impresar francez, producător și director de săli de music hall și varietăți și compozitor evreu originar din România
- Ion Sava (1900-1947), regizor
- Constantin C. Giurescu (1901-1977), istoric român, membru al Academiei Române
- Ion Șt. Basgan (1902-1980), inginer și inventator
- Camil Baltazar (1902-1977), poet
- Leon Kalustian (1908-1990) a fost un jurnalist și scriitor român de origine armeană.
- Elie Dulcu (1908–1994), scriitor, editor și traducător
- Traian Cotigă (1910-1939), avocat român legionar.
- Nicu Stoenescu (1911-1989) a fost un solist de romanțe și tangouri, activ mai ales în perioada interbelică. Se face cunoscut mai ales prin duetele susținute împreună cu soția sa, Dorina Drăghici.
- Suzana Bantaș (n. 1922), medic, artist.
- Felicia Antip (1927-2013), scriitoare, publicistă de etnie evreiască
- Irina Mavrodin (1929–2012), profesor universitar, traducătoare română de limba franceză, poetă și eseistă. A urmat Liceul „Unirea” din Focșani (1940–1950).
- Leopoldina Bălănuță (1934–1998), actriță
- Constantin Stihi Boos[7] (1936-1992), muzicolog, traducător armean
- Cornel Coman (1936-1981), actor român, elev al Colegiului Național "Unirea"
- Varujan Vosganian (n. 1958) economist, om politic și scriitor român de origine armeană
- Romeo Stavarache (n. 1962), fost primar al municipiului Bacău
- Ioan Stanomir (n. 1973) critic literar, publicist și politolog român contemporan.
- Adrian Voinea (n. 1974), tenismen
- Gina Gogean (1977), gimnastă
- Valentina Ardean-Elisei (n. 1982), jucătoare de handbal
- Cosmin Nedelcu (cunoscut ca Micutzu, n. 1986), actor de stand-up comedy.
- Cristian Botan (n. 1987), antreprenor și tehnocrat
- Carmen Ion , profesor de limba și literatura română și fondator "Boovie”, un festival de book-trailere;
- Claudia Prisecaru (n. 1997), atletă.
- Ana Bărbosu (n. 2006), gimnastă
- Angela Gheorghiu (n. 1965), soprană;
- Dan Botta (1907–1958), poet, eseist;
- Emil Botta (1911-1977), poet, prozator și actor, fratele lui Dan Botta;
- Gheorghe Balș (1868–1934), inginer și istoric de artă;
- Ion Dichiseanu (1933–2021), actor;
- Gelu Radu (n. 1957), halterofil român, câștigător al medaliei de argint la Los Angeles în cadrul Jocurilor Olimpice din 1984;
- Nelly Miricioiu (n. 1952), soprană;
- Luigi Martiș (1925–1994), general comunist, deputat MAN 1975–1985.
- Eremia Grigorescu (1863-1919), general al Armatei României din Primul Război Mondial, numit și „Eroul de la Mărășești”
- Gabriel Pruncu (1896-1917), ofițer român, căzut eroic în luptele de la Mărășești
- Emanoil Petruț (1932-1983), actor român de teatru și film.
- Regele Milan I al Serbiei, (1854 - 1901), a fost născut la Mărășești.
- Alexandru Crețescu (1825-1885), politician și ministru al Înaltei Curți de Casație și Justiție
- Dan Moisescu (1909-1976), violonist, dirijor și cântăreț de muzică populară
- George S. Bărănescu (1919-2001), inginer, membru corespondent al Academiei Române
- Ioana Badea (22 martie 1964) este o fostă canotoare română, laureată cu aur la Jocurile Olimpice de vară din 1984 (Los Angeles)
- Aureliu Căpățână (1881-1956), magistrat și farmacist, fost primar al orașului Panciu. Doctor în drept cu teza Publicitatea drepturilor reale imobiliare. Intre 1922 si 1926 preda primul curs de Drept comparat din Romania, la Universitatea din Cernauti. Ministru al justiției în Guvernul Sănătescu (1944).
- Vasile Radu (1887-1940), profesor de teologie orientalist. În 1936, traduce Biblia, împreună cu Gala Galaction și Mitropolitul Nicodim, după textele originale ebraice și grecești. Varianta din 1936 a stat la baza tuturor celorlalte ediții ale Bibliei publicate până acum în România.
- Anton Alaci, primar al orașului în perioada 1907 - 1910, de etnie armeană.[8]
- Garabet Burdea (1883-1960), comerciant armean, premiat pentru contribuția la dezvoltarea economică a orașului[9]
- Gheorghe Alexianu (1897-1946), guvernatorul Transnistriei 1941-1944, născut în Straoane.
- Theodor Balan (1912-1976), muzicolog
- Enache Puscaru (Pusca, 1912-1988), farmacist, doctor în științe farmaceutice
- Ionel Bandrabur (n. 1922), scriitor si publicist
- George Popa (n.1923), medic, scriitor, critic de artă, traducător, filosof
- Corneliu Ștefanache (n.1934), prozator și publicist. A condus revistele Cronica și Convorbiri Literare din Iași.
- Benone Pusca (n.1935), profesor universitar, magistrat, dramaturg
- Ion Pusca (n.1941), oenolog de renume internațional, scriitor, publicist. Doctor în agronomie, specialitatea oenologie (teza sa din 1977 a fost prima  din domeniul șampaniei în România)
- Ion-Horia Barleanu (n. 1945), lingvist si critic literar
- Anton Paragina (1946-1998), profesor de istorie, muzeograf, publicist
- Dan Nica (n. 1960), politician, ministru

## Mass-media

### Ziare și presă
- Ediție de Vrancea
- Monitorul de Vrancea
- Realitatea de Vrancea
- Ziarul de Vrancea
- Jurnal de Vrancea
- Actualitatea Vrânceană
- Vrancea 24

### Televiziune și radio
- Atlas TV
- Focus TV (Buzău)
- Focus FM (Buzău)
- Radio Dada Focșani
- Tele M (Botoșani și Iași)
- TVR Iași
- TVSudEst (Buzău, Râmnicu-Sărat)

### Frecvențe de radio locale
- Kiss FM (88.7 MHz)
- Radio ZU (89.4 MHz)
- PRO FM (100.5 MHz)
- Radio Impuls (95.3 MHz)
- Digi FM (90.0 MHz)
- Europa FM (105.8 MHz)
- Itsy Bitsy (97.7 MHz)
- Focus FM (97.0 MHz)
- Radio Trinitas (93.0 MHz)

și posturile de radio oferite de Societatea Română de Radiodifuziune, precum:
- Radio România Actualități (102.5 MHz)
- Radio România Cultural (101.0 MHz)